# Генрих II (граф Нассау-Зигена)
Генрих II Нассау-Зигенский (нем. Heinrich zu Nassau-Siegen; 9 августа 1611, Зиген — 27 октября 1652, Хюлст) — граф Нассау-Зигена (1623—1652).

## Биография
Родился в Зигене, столице графства Нассау-Зиген. Четвертый сын Иоганна VII (1561—1623), графа Нассау-Зигена (1609—1623), и Маргариты Гольштейн-Зондербург-Плёнской (1583—1658).
19 апреля 1646 года он женился на Марии Магдалене (1623 — 26 декабря 1707), дочери Георга Эрнеста Лимбург-Штирумского (1593—1649) и Магдалины Бентгеймской (1591—1649). Супруги имели четырех детей:
- Эрнестина (15 ноября 1647 — 7 октября 1652)
- Вильгельм Мориц (18/28 января 1649 — 23 января 1691), князь Нассау-Зигена с 1679 по 1691 год
- София Амалия (10 января 1650 — 15 ноября 1688), супруга с 1678 года Фридриха Казимира Кетлера, герцога Курляндии и Семигалии (1650—1698)
- Фридрих (11 ноября 1651 — 25 августа 1676)

## Галерея

Герб семьи Нассау-Зиген в 1646-1734 годах
Герб рода Нассау
Герб рода Лимбург-Штирум